# Ktová
Ktová är en ort i Tjeckien. Den ligger i den centrala delen av landet, 80 km nordost om huvudstaden Prag. Ktová ligger 280 meter över havet och antalet invånare är 165.
Terrängen runt Ktová är platt åt sydväst, men åt nordost är den kuperad. Ktová ligger nere i en dal.Runt Ktová är det ganska glesbefolkat, med 23 invånare per kvadratkilometer. Närmaste större samhälle är Jičín, 11,8 km sydost om Ktová. Trakten runt Ktová består till största delen av jordbruksmark.